# Златна уличка
Златната уличка (на чешки: Zlatá ulička) е старинна улица в Прага, разположена в Храдчани, на територията на Пражкия замък. Днес тя е сред символите на града.
За облика на улицата са характерни миниатюрни едно- и двуетажните домове, построени в сянката на бившата крепостна стена.

## История
Уличката възниква при стихийното застрояване на територията на Пражкия замък. Първоначално се нарича Златарска улица (Златницка), което е свързано с работещите и живеещи там златари и алхимици.
През 1597 г. император Рудолф II заповядва пространството под арките на Владиславската крепостна стена да се даде за ползване от 24-те стрелци, които носят стражева служба при вратите.

## Любопитно
От 1916 до 1917 г. тук в дом № 22 е живял писателят Франц Кафка, работейки върху произведението си Селският лекар.

## В наши дни
Днес уличката е популярно туристическо място, къщите са преоборудвани в сувенирни магазини с галерии и експозиции.